# マルタパン
マルタパン(Maltese bread)は、マルタ発祥の表面の堅いサワードウのパンである。通常、薪のオーブンで焼かれる。オリーブオイルのスプレッドと食べる。パ・アム・トゥマカットのように、パンにトマトをこすり付けるか、トマトペーストを用い、オリーブオイルを塗して、ツナ、オリーブ、ケッパー、タマネギ、ビギーラ、ジュベイナ等のいずれかまたは混ぜたものを詰める。このパンの製法は、「失われつつある技術」と考えられている。

## コルミ
コルミは、マルタにおいてパン作りの中心都市であり、多くのベーカリーが所在する。聖ヨハネ騎士団の統治時代には、「パン屋の街」という意味のCasal Fornaroとして知られていた。現在は、毎年10月の第三土曜日に、Lejl f'Casal Fornaro（Casal Fornaroの夜）という祭りが行われている。

## マルタにおけるパン
マルタの最初期の文献は、マルタの住民が食糧をパンに依存していることを指摘している。1837年にイギリス植民地政府が穀物の輸入を自由化したことと、第一次世界大戦後に基本的な食糧供給に失敗したことのインパクトは、セッテ・ジューニョの反乱に繋がった要因になったと信じられている。

## パンに関するイディオム
マルタ語には、パンに関する多くのイディオムがある。
- ħobżu maħbuż：「彼のパンは焼かれた」は、人が裕福だという意味である。
- tilef ħobżu：「彼はパンを無くした」は、人が職を失うという意味である。
- x'ħobż jiekol dan?[9]：「彼は何のパンを食べる？」は、人の性格について尋ねる表現である。
- jeħtieġu bħall-ħobż li jiekol：「彼は日々のパンのようにそれを必要とする」は、人が何かを非常に必要とする際に用いる表現である。
- ħaga li fiha biċċa ħobż ġmielha：「多くのパンを提供するもの」は、有益な努力という意味である。
- ma fihiex ħobż：「パンを調達していない」は、無益な冒険という意味である。

## 関連文献
- “Hospitaller Period: The Maltese Historical Perspective of Bread”. Maypole:Nenu The Artisan Baker (2012年). 2016年2月17日時点のオリジナルよりアーカイブ。2024年12月25日閲覧。
- Blouet, Brian (2004), The Story of Malta, Progress Press
- Buttigieg, Noel (2011). “Is Bread Male or Female? Gender and Power Relations”. Proceeding of History Week.  オリジナルの1 March 2016時点におけるアーカイブ。.
- more Archived 2022-06-21 at the Wayback Machine..
- Gatt, Guzi (2008). “Il-Hobz tal-Malti”. L-Imnara 9 (32):  35–39.  オリジナルの2016-04-18時点におけるアーカイブ。 2017年6月22日閲覧。.
- Lanfranco, G. (1983). “Tal-Ħobż; l-Għajn tal-Ilma”. L-Imnara 2 (7):  43.  オリジナルの2022-06-21時点におけるアーカイブ。 2017年6月22日閲覧。.
- Dwar il-Ħobż f'Malta / G. Lanfranco. L-Imnara. 4(1991)2=15(29-32) Archived 2022-06-21 at the Wayback Machine.